# Jan Čenský
Jan Čenský (* 1. května 1961 Praha) je český herec, dabér a moderátor.

## Život
Tento představitel řady televizních princů a králů již od mládí hraje i komediální a vážné dramatické role (např. v televizních seriálech Zkoušky z dospělosti, Dlouhá míle a filmech Když rozvod, tak rozvod, Dva na koni, jeden na oslu). K televiznímu natáčení se poprvé dostal ve druhém ročníku konzervatoře v roli šatnáře v inscenaci Mapa zámořských objevů.
V dětství chodil do Chlapeckého sboru Pražského mužského sboru FOK, který vedla dr. Blanka Kulínská. Později se učil knihařem v pražské pobočce kolínských tiskáren a večerně absolvoval Lidovou konzervatoř pro pracující (k jeho učitelům patřil např. Ivan Vyskočil), kde se připravil na zkoušky na Státní konzervatoř v Praze. Byl přijat a vystudoval na Státní konzervatoři obor hudebně dramatický. Jeho spolužáky v té době byli např. Lukáš Vaculík, Gustav Bubník a Ondřej Vetchý, k učitelům patřili Jaroslava Adamová a Václav Hudeček. V době studií příležitostně hostoval na Kladně, v pražském Realistickém divadle a v Národním divadle. V mládí se aktivně věnoval také sportu (běh), byl členem sportovního klubu Bohemians.
Před sametovou revolucí byl jednou ze známých osobností, které podepsaly petici Několik vět.
Vojenskou službu absolvoval v Armádním uměleckém souboru (AUS), nejdříve v Uherském Hradišti, později v Praze, kde byl konferenciérem. Po vojně nejdříve nastoupil do divadla S. K. Neumanna v Libni (od 27. září 1990 Divadlo Pod Palmovkou), které v tu dobu však z důvodu rekonstrukce hlavní budovy hrálo v Klicperově divadle v Kobylisích. V roce 1990 se stal členem černého Divadla Ta Fantastika. Od roku 1995 je členem kočovné herecké společnosti, respektive zájezdového divadla Václava Hanzlíčka (Agentura Harlekýn).
Od roku 1990 vystupuje také jako moderátor různých společenských akcí (např. Miss České republiky), v roce 2007 v České televizi uváděl soutěž O korunu krále Karla. Naopak jako soutěžící se v roce 2006 zúčastnil prvního ročníku televizní taneční soutěže StarDance …když hvězdy tančí. Od roku 2010 se také objevuje v populárním seriálu TV Nova Ordinace v růžové zahradě, kde ztvárňuje postavu primáře chirurgie MUDr. Davida Suchého. V roce 2019 hrál ve filmu Špindl 2, v roce 2020 se objevil v reklamním spotu propagujícím službu Zonky. Od června 2024 moderuje v TV Nova spolu s Danou Morávkovou pořad Snídaně s Novou.
Věnuje se i dabingu (např. v seriálu Odpadlík namluvil hlavního hrdinu Rena Rainese v podání Lorenza Lamase). Působí jako lektor herectví a rétoriky. Je i členem Českého klubu fair play Českého olympijského výboru.
Manželka Dana je filmová skriptka, spolu mají syna Matyáše.